# Keizerbaars
De keizerbaars of oranje zaagbuikvis (Hoplostethus atlanticus) is een straalvinnige vis uit de familie van zaagbuikvissen (Trachichthyidae) en behoort derhalve tot de orde van slijmkopvissen (Beryciformes).

## Kenmerken
Het lichaam is oranjerood. Hij heeft een grote stompe kop en kaken met kleine, in stroken bijeen geplaatste tanden. De vis kan maximaal 75 cm lang worden. De keizerbaars staat bekend om zijn lange levensduur. Met behulp van radiometrische datering zijn aanwijzingen geleverd dat de vis 149 jaar oud kan worden.

## Verspreiding en leefgebied
Hoplostethus atlanticus is een zoutwatervis. De vis prefereert een diepwaterklimaat en heeft zich verspreid over de drie belangrijkste oceanen van de wereld (Grote, Atlantische en Indische Oceaan) aan de randen van het continentaal plat en op de diepzeebodem. De diepteverspreiding is 180 tot 1809 m onder het wateroppervlak.

## Relatie tot de mens
Hoplostethus atlanticus is voor de visserij van groot commercieel belang. In de hengelsport wordt er weinig op de vis gejaagd. Omdat de soort lang leeft, traag volwassen wordt en relatief weinig nakomelingen heeft, is ze erg kwetsbaar voor overbevissing.